# گردشگری پایدار

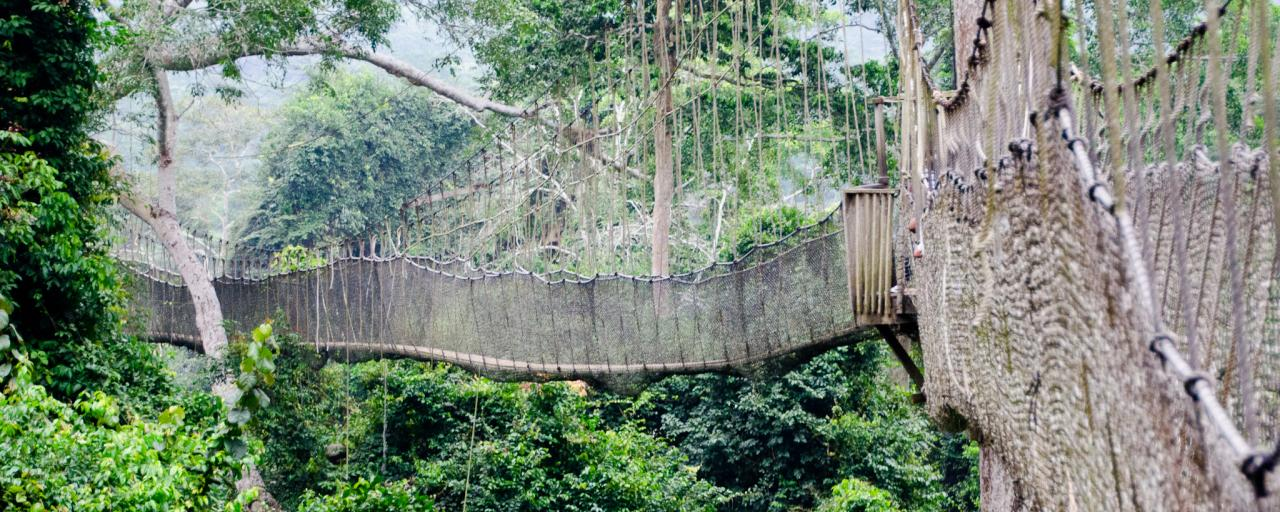
یک راهروی تاج‌پوشش درختان در پارک ملی کاکوم در غنا، که تضمین می‌کند گردشگران کمترین تأثیر مستقیم را بر محیط زیست پیرامون دارند. بازدیدکننده پارک، سال بعد جایزه جهانی گردشگری برای فردا را دریافت کرد.

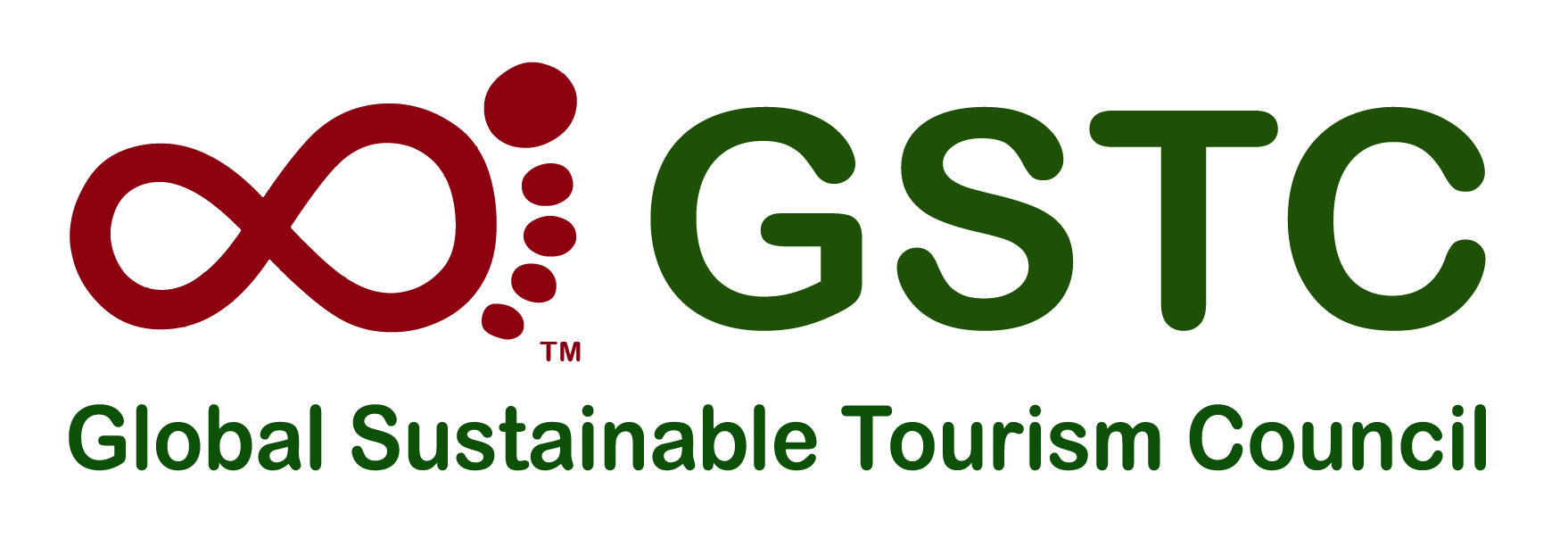
لوگوی شورای جهانی گردشگری پایدار

گردشگری پایدار (به انگلیسی: Sustainable tourism)، مفهومی است که تجربه کامل گردشگری از جمله توجه به مسائل اقتصادی، اجتماعی و زیست‌محیطی و همچنین توجه به بهبود تجربه گردشگران و رفع نیازهای جوامع میزبان را دربر می‌گیرد. گردشگری پایدار باید دغدغه‌های حفاظت از محیط زیست، برابری اجتماعی، و کیفیت زندگی، تنوع فرهنگی، و اقتصاد پویا و قابل دوام را دربر گیرد که شغل و رفاه را برای همه فراهم می‌کند. این امر ریشه در توسعه پایدار دارد و ممکن است در مورد معنای «گردشگری پایدار»، سردرگمی وجود داشته باشد. : 23 در حال حاضر اجماع گسترده‌ای وجود دارد که گردشگری باید پایدار باشد. در واقع، همه شکل‌های گردشگری در صورت برنامه‌ریزی، توسعه و مدیریت درست، توانایی پایداری را دارند. سازمان‌های توسعهٔ گردشگری، شیوه‌های گردشگری پایدار را به منظور کاهش اثر منفی ناشی از تأثیر روبه‌فزونی گردشگری، برای مثال تأثیر زیست‌محیطی آن، ترویج می‌کنند.

## توریسمسبز
توریسم سبز یا گردشگری پایدار، یک رویکرد به توریسم است که تلاش می‌کند تا تأثیرات منفی بر محیط زیست، فرهنگ‌ها و جوامع محلی را کاهش دهد و در عین حال به توسعه اقتصادی و اجتماعی کمک کند. هدف اصلی توریسم سبز، حفظ منابع طبیعی، حفاظت از محیط زیست، حفظ تنوع فرهنگی و ارتقای رفاه اجتماعی است. چالش‌های ناشی از رشد قابل‌ملاحظه صنعت گردشگری از جمله افزایش استفاده از انرژی‌های تجدید ناپذیر، افزایش مصرف آب در مقایسه با مصرف ساکنان، تولید زباله بیشتر و تخریب تنوع زیستی دریایی و زمینی، موجب شده گردشگری سبز با شاخص‌های مشخصی در سطح دنیا مطرح شود.
گردشگری سبز اخلاق محور است و گردشگران مسئول تلاش می کنند تا آرامش و زندگی مردم بومی را مختل نکنند، محیط زیست را آلوده نکرده و با کاهش هزینه های انرژی، آب و زباله، ارزش تنوع زیستی و اکوسیستم را بالا ببرند. توریسم سبز با توجه به مسئولیت‌های اجتماعی و محیطی، سعی می‌کند به توسعه پایدار و متعادل بین اقتصاد، محیط زیست و فرهنگ‌های محلی بپردازد. با توجه به تغییرات آگاهی مردم درباره محیط زیست و توسعه پایدار، توریسم سبز به عنوان یک روند رو به رشد در صنعت گردشگری شناخته می‌شود و به عنوان یک فرصت برای توسعه پایدار و رشد اقتصادی مسئولانه به رغم محدودیت‌های محیطی در نظر گرفته می‌شود. 

## ویژگی‌های توریسم سبز

### حفاظت ازمحیط زیست
توریسم سبز تلاش می‌کند تا تأثیرات منفی بر محیط زیست را کاهش دهد، از جمله مصرف منابع طبیعی، آلودگی هوا و آب، از دست رفتن تنوع زیستی و از بین رفتن مناظر طبیعی.

### حفظفرهنگو تنوع فرهنگی
توریسم سبز تلاش می‌کند تا فرهنگ‌ها و تمدن‌های محلی را حفظ کند و به جوامع محلی کمک کند تا هویت و ارزش‌های فرهنگی خود را حفظ کنند.

### توسعهاقتصادیمحلی
توریسم سبز به توسعه اقتصادی محلی و کمک به جوامع محلی برای بهره‌برداری از فرصت‌های اقتصادی مرتبط با گردشگری توجه می‌کند. این شامل اشتغالزایی، توسعه کسب و کارهای محلی و بهره‌برداری مسئولانه از منابع محلی است.

### آگاهی ازمسئولیت اجتماعی
توریسم سبز تلاش می‌کند تا به جوامع محلی و جامعه محلی کمک کند و در آن‌ها اثر مثبت بگذارد. این شامل آموزش و آگاهی‌بخشی به گردشگران و محافظت از حقوق انسانی جامعه محلی است.

## برخی مولفه های رفتار سبز
1- در مقصد گردشگری دوچرخه سواری کنید یا از خدمات تراموا و اتوبوس برقی استفاده کنید.
2-بهتر است که از افراد بومی کمک بگیرید و از بهترین مسیرها برای پیاده روی به سوی جاذبه ها اطلاعات کسب کنید.
3- به جای خرید بطری های پلاستیکی آب، قمقمه استیل یا یک ظرف نگهداری آب به همراه داشته باشید تا در شرایط نیاز بتوانید آن را پر کنید. با این روش زباله کمتری تولید خواهید کرد، و از تاثیر منفی پلاستیک بر طبیعت کاسته می شود.
4- محصولاتی خرید نمایید که زباله کمتری تولید کنند، محصولاتی که زباله زیادی دارند آلودگی زیادی نیز در زمین به جای خواهند گذاشت که برای محیط زیست و محیط اطراف ما نیز مضر می باشند.
5-دستگاه تنظیم حرارت را در طول تابستان دو درجه بالا ببرید و در طول زمستان دو درجه پایین بیاورید، با این کار می توانید در حدود 6 درصد از انرژی که برای گرم کردن یا تهویه اتاق نیاز دارید، صرفه جویی نمایید.
6- از برنامه بازیافت زباله هتل مطلع شوید تا زباله هایی که در سفر تولید می کنید را بازیافت کنید. اگر هتلی که در آن اقامت دارید برنامه بازیافت نداشت بهتر است که زباله های پلاستیکی را به همراه خود ببرید تا در سطل بازیافت قرار دهید.

## نمونه هایی از توریسم سبز
- کشورهای اروپایی طیف گسترده ای از اقدامات پایداری را برای کمک و تشویق مصرف پایدارتر اجرا می کنند. ابتکارات از صدور کوپن‌های تعمیر لوازم الکترونیکی تا منصرف کردن مردم از خرید لوازم الکترونیکی جدید(اتریش)، برنامه تلفن همراهی که به فروشگاه‌های مواد غذایی اجازه می‌دهد باقیمانده مواد غذایی را به قیمت تمام شده به جای دور ریختن آنها بفروشند(دانمارک) و یک طرح سپرده‌گذاری‌برای بطری ها و قوطی های قابل بازیافت را شامل می‌شود(نروژ)، بنابراین رویکرد سازمان‌های بین‌المللی در برنامه‌های توسعه‌ای توجه همزمان به توسعه گردشگری و بهره‌گیری از اقتصاد سبز برای هدف‌گذاری و رسیدن به کربن صفر است و در این چارچوب توجه برنامه‌ریزان کلان هر کشور برای همراهی باتصمیمات جهانی موجبات کاهش گازهای گلخانه ای ورسیدن به آرمان گردشگری سبز می‌شود.

- سوئد یکی از کشورهایی است که همواره در مسیر استفاده از سوخت های طبیعی پیش گام بوده و فاصله چشمگیری را با سایر کشورها حفظ کرده است. سوئد هزینه های هنگفتی را در حوزه های مختلفی از جمله انرژی پاک، محیط زیست، انرژی های تجدید پذیر و فناوری های جدید صرف کرده است.

- دانمارک با امتیاز کلی ۷۷.۹ به عنوان سبزترین کشور جهان در سال ۲۰۲۲ رتبه بندی شد. دانمارک قبلاً به خاطر سیاست‌های کارآمد در حوزه انتشار گازهای گلخانه‌ای و تلاش‌هایش برای جلوگیری از تغییرات آب و هوایی شناخته شده بود، اما شاخص عملکرد زیست‌محیطی (EPI) در سال۲۰۲۰ به این کشور برای عملکرد عالی در زمینه‌های انرژی پاک، کشاورزی پایدار، و به اشتراک گذاشتن موفقیت‌ها و بینش‌های خود با ۱۹ شریک انرژی جهانی خود، از جمله ایالات متحده، چین، هند و ژاپن، تمجید کرد.[۱۱]

سازمان جهانی گردشگری سازمان ملل متحد بر این شیوه‌ها با ترویج گردشگری پایدار به عنوان بخشی از اهداف توسعه پایدار، از طریق برنامه‌هایی مانند سال بین‌المللی گردشگری پایدار برای توسعه در سال ۲۰۱۷ تأکید کرد. ارتباط مستقیمی بین گردشگری پایدار و چندین هدف از ۱۷ هدف توسعه پایدار (SDGs) وجود دارد. : 26 گردشگری برای SDGها بر این تمرکز دارد که چگونه SDG 8 ("کار شایسته و رشد اقتصادی")، SDG 12 ("مصرف مسئولانه و تولید") و SDG 14 ("زندگی زیرآب") بر گردشگری در ایجاد اقتصاد پایدار تأثیر می‌گذارد. انتظار می‌رود از جنبه‌های مدیریتی مناسب و از جمله گردشگری پایدار به عنوان بخشی از راهبرد توسعه پایدار گسترده‌تر، بهبودهایی به دست آید.

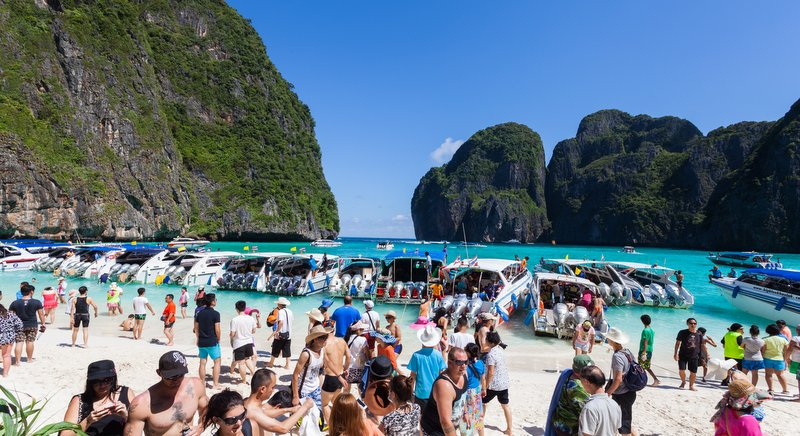
یک ساحل پرجمعیت ممکن است سبب مسائلی مانند آلودگی و گرفتن زمین از محل زندگی مردم بومی شود.